# Karel Oberthor
Karel Oberthor (15. července 1921 Praha – 30. června 1996 Praha) byl český malíř, grafik a ilustrátor.

## Životopis
V letech 1938–1940 se vyučil kamenotiskařem v Průmyslové tiskárně v Praze. V letech 1940–1942 studoval na Ukrajinské akademii v Praze u prof. Jana Kulce. V letech 1945–1950 studoval na Akademii výtvarných umění v Praze u prof. Vladimíra Silovského a Vladimíra Pukla. Od roku 1952 byl členem SČUG Hollar. Měl blízký vztah k Prachaticku a Vodňansku, kde v letech 1970–1996 pobýval v Šipouni. Jeho dcera Zuzana Popelková je rovněž výtvarnice. Postupem let se v jeho díle projevoval odklon od realistického k symbolickému pojetí. Oblíbeným tématem byli koně.

## Ilustrace (výběr)
- Antal Stašek: Blouznivci našich hor, v roce 1959 vydalo Státní nakladatelství krásné literatury, hudby a umění[4]
- Jiří Karen: Výpravy dona Quijota do hlubin lidské duše, v roce 2000 vydalo nakladatelství Chronos [5]